# خولیو موریرا
خولیو موریرا (اسپانیایی: Julio Moreyra‎؛ زادهٔ ۱۰ اوت ۱۹۸۱) بازیکن فوتبال اهل آرژانتین است.

## باشگاهی
از باشگاه‌هایی که در آن بازی کرده‌است می‌توان به باشگاه فوتبال اونیورسیداد شیلی،  باشگاه فوتبال گودوی کروز و باشگاه فوتبال بلومینگ اشاره کرد.